# Villa romana di Borg

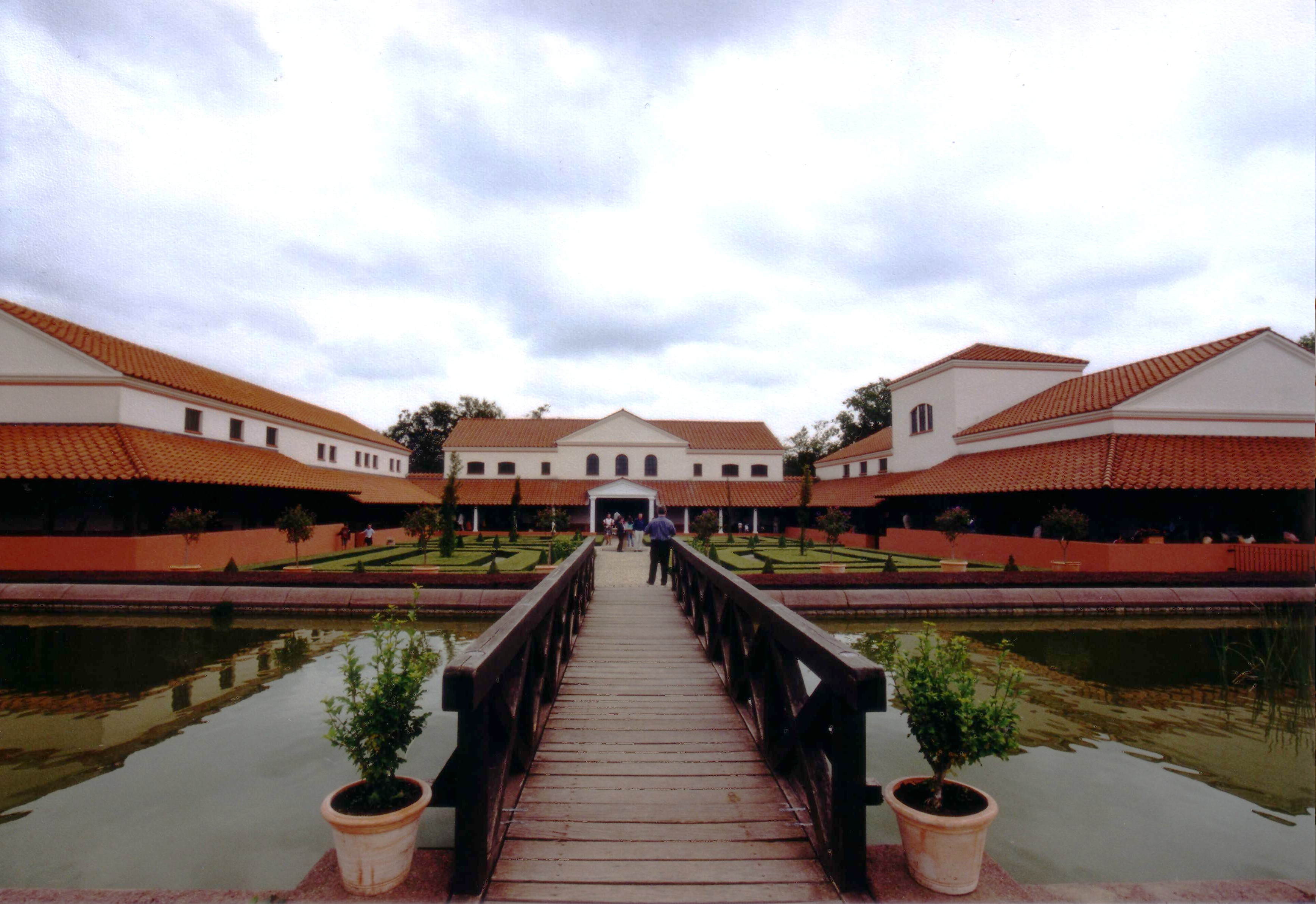
Ricostruzione della villa romana di Borg

La Villa romana Borg è una villa rustica romana ricostruita situata vicino ai villaggi di Borg e Oberleuken nel comune di Perl, nella Saarland, in Germania. Scoperto alla fine del XIX secolo, il sito è stato scavato alla fine degli anni Ottanta. I lavori di ricostruzione, iniziati a metà degli anni '90, sono stati praticamente completati alla fine del 2008, anche se ulteriori lavori di scavo sono ancora in corso. Il sito è una popolare attrazione turistica con circa 50.000 visitatori all'anno.

## Storia
Fu Johann Schneider, un insegnante locale, che intorno al 1900 si imbatté per la prima volta nel sito dopo aver notato dei tumuli innaturali nella zona. Ben presto scoprì i resti di mura e di ceramiche romane. In parte a causa delle guerre mondiali, poco è stato fatto fino alla metà degli anni '80, quando le autorità della Saarland hanno recintato il sito dopo che scavi illegali avevano iniziato a minacciare la sua sopravvivenza. I lavori di scavo sistematici sono iniziati nel 1987. Gli scavi hanno presto rivelato prove di un'abitazione pre-romana direttamente sotto le fondamenta della villa romana. Non solo vi erano tracce di strutture dell'Età del Ferro, ma anche di insediamenti della cultura del vaso campaniforme. Sul sito sono stati rinvenuti anche utensili risalenti al Neolitico.

## Descrizione
Il sito è quello di una villa rustica o struttura agricola costituita da una grande residenza palaziale o pars urbana e da una pars rustica o area economica. L'attività sul sito è stata minima fin dall'epoca romana, con il risultato che i resti romani sono ancora in ottime condizioni.

## La ricostruzione
I lavori di ricostruzione sono stati concepiti per presentare una rappresentazione autentica degli edifici come erano in origine, in modo che i visitatori potessero apprezzare meglio l'archeologia e l'antichità. Oltre ai risultati degli scavi, sono stati presi in considerazione siti simili (come Echternach in Lussemburgo) e la letteratura antica (ad esempio Vitruvio) e moderna. Gli edifici ricostruiti si ergono ora sui muri di fondazione romani, rivelando il loro probabile aspetto nel II-III secolo.
Gli edifici attuali comprendono: le terme, perfettamente funzionanti, composte da frigidarium (bagno freddo), caldarium (bagno caldo) e tepidarium (bagno temperato), insieme a latrine, spogliatoio e zona relax; la casa padronale o edificio principale, con una grande sala di ricevimento e alcune stanze adiacenti in cui sono esposti i reperti più importanti del sito; la cucina romana; un edificio residenziale e una taverna, che non faceva parte della villa originaria ma che serve pasti basati su antiche ricette romane. La cucina romana (completata nel 2008), un edificio residenziale e una taverna, che non faceva parte della villa originale ma che serve pasti basati su antiche ricette romane.

## Giardino
I giardini, progettati nel modo più autentico possibile sulla base dell'analisi dei pollini e della letteratura in materia, sono costituiti da un giardino delle erbe con spezie e piante curative e da un orto con frutta e verdura. Anche il roseto e il giardino della corte interna sono basati su modelli romani e danno un'idea dell'architettura dei giardini romani con le loro fontane e i loro sentieri.